# エピュラシオン
エピュラシオン(仏：Épuration légale 訳：法的追放)とは、第二次世界大戦後期から戦後、フランス解放とヴィシー政権の崩壊を受けて、公的な裁判によるヴィシー政権関係者及び対独協力者の粛清処罰が次々と行われた一連の出来事である。裁判は主に1944年から1949年まで行われ、その後も数十年にわたって訴訟が続いた。

## 概要
エピュラシオンはニュルンベルク裁判とは異なり、フランス国内の事件として裁かれた。約30万件のケースが調査され、対独協力派のヴィシー政権の最高幹部にも調査が行われた。半数以上のケースが起訴されないまま調査終結となった。1944年から1951年まで、フランスの公判廷では、反逆罪などの罪で6,763人に死刑判決(3,910人が欠席)が下された。実際に執行されたのは、ヴィシー政権の首相であるピエール・ラヴァル、ミリスの指導者であるジョゼフ・ダルナン、ジャーナリストのロベール・ブラジヤックなど791人だけだった。それよりはるかに多かったのが公民権の剥奪で、その数は49,723人に及んだ。
フランス解放直後、ナチス協力者（コラボラトゥール）と疑われた人物には法律に基づかない「épuration sauvage（野蛮な追放）」と呼ばれる処刑、公衆の面前での侮辱行為、暴行及び拘禁の嵐が吹き荒れた。この時期はナチス・ドイツによるフランス占領時の政策を引き継ぎ、フランス臨時政府の権威よりもそれが優先されていたため、結果的にいかなる形の制度的正義も欠いていた。
正確な犠牲者数は不明だが、フランス解放前後に少なく見積もっても「épuration sauvage（野蛮な追放）」を含めると約10,500人が処刑されたと推計されている。裁判所は約6,760件の死刑判決を宣告し、そのうち3,910件は欠席裁判で宣告され、2,853件は被告人の面前で宣告が行われた。この2,853件のうち73%がドゴールにより恩赦され、767件の死刑が執行された。さらに、軍事法廷によって約770件の死刑執行が命じられた。これらにはミリスのような民兵組織の構成員と指導者を含んでいる。米軍は解放後の「略式処刑」の犠牲者数を80,000人と発表した。1945年3月にフランス内務大臣は処刑者数は105,000人と発表した。
フランス解放後、シャルル・ド・ゴール率いるフランス共和国臨時政府は、国家を再建し、反逆者、犯罪者、ナチス協力者を政権から排除するという課題に直面した。1944年6月4日にGPRFとなったフランス国立委員会(コンポーネントリンク)は、1943年8月18日にアルジェで、法的追放の制度の基礎を定め、追放委員会を設置する条例を公布した。
フランス首都圏での公式な粛清は1945年初めに始まったが、国が解放された1944年までに、民事裁判、軍法会議、数千件の非合法自警行為がすでに行われていた。ナチス協力者の罪に問われた女性たちは、占領中のドイツ人との性的関係に対する罰として、解放後に逮捕され、剃髪され、展示され、群衆に何度もリンチされ苦しめられた。
追放前のもう一つの行動例としては、1942年11月の北アフリカ上陸後、ピエール・プェチウ元内務大臣をはじめとするヴィシー派の重要な公務員が拘束された。プェチウは反逆罪で1943年八月末に軍法会議で起訴され、1944年3月4日に裁判が始まり、20日後に処刑された。

## 実施
正式な追放の組織的な実施にあたり、正統性を持つ治安判事がいないことが課題となった。第三共和国からヴィシー政権期で生き残った判事たちは、たった一人の例外を除いて、ヴィシー政権のフィリップ・ペタン元帥の政権に対して宣誓を行っていた。
1939年の法律には反逆罪に関する規定が含まれていたが、フランス占領に関連した出来事の特殊性から、ナチス親衛隊や民兵組織 「ミリス」 に加わるなど、多くの犯罪が法的に不明確なものとなった。そのため、例外的な法的調達が行われた。1944年3月15日に(国民抵抗評議会)によって全会一致で設定された原則は、1940年6月16日から解放までの間に、ナチスと協力した罪のある人を政治的に排除することを求めている。
一方、内乱を防ぐということは、有能な公務員を罷免することなく、可能な限り穏当な判決を下すことを意味した。さらに重要なことに、このことは、地方のレジスタンス運動が自警行動を合法化することを妨げ、解放の「戦闘的な」時代を終わらせ、フランスの適切な法秩序制度を回復させた。

## ヴィシー政権の違法性
まだナチス・ドイツとフランスは戦争状態にあり（独仏休戦協定は法的に停戦と軍事行動の停止を求めたが、戦争状態は終わらず、ドイツとの平和条約も締結されなかった。）従って、占領に抵抗することはフランス人の義務であるとされた。
1944年8月26日、政府は対独協力を犯罪と規定する命令を発表した。アンディニテ・ナショナルは「フランスの統一を害し、その人の国家的義務を怠ること」と特徴づけられ、特に有罪となった個人が政治的役割を果たすことを禁止することを目的とした判決であった。
11月18日、アンディニテ・ナショナル(フィリップ・ペタン元帥他。)の罪で起訴されているヴィシー政権のメンバーを裁く目的で、オート・クール・ド・ジュスティス(「裁判所」)が創設された。他の容疑者は高等裁判所によって裁かれた。
第三共和国の下にはすでに高等裁判所が存在していた。しかし、この形態の法秩序はペタン元帥が1940年7月30日に制定した第五次憲法によって抑圧され、ヴィシー政権が樹立された。
新しい高等裁判所は、もはや上院議員から構成されておらず、破棄裁判所の初代長官が議長を務め、破棄裁判所刑事裁判長及びパリ控訴裁判所の初代長官の補佐を受けた。また、24人の陪審員から構成され、それぞれ十数人の中から無作為に選ばれた。最初のリストには、1939年9月1日に職務にあった40人の上院議員または下院議員が含まれていたが、彼らは1940年7月10日にペタンへの全権を投票しなかった（ヴィシー80）。第二のリストは、抵抗運動諮問会議によって選ばれた50人で構成された。
高等裁判所の構成は、1945年12月27日法によって再び変更された。その後、1945年10月21日に選出された憲法制定議会の代議員96人のリストから無作為に選出された27人の議員、3人の治安判事、24人の陪審員で構成され、各政党は議会での議席に比例してこのリストに代表された。

## 被告人の勾留
ヴィシー政権がユダヤ人、ジプシー、スペインの共和主義者、レジスタンスなどを逮捕・強制収容するために使ったフランスの強制収容所は、解放後、ナチス協力者と推定される人々を拘束するために使われている。パリでは、パリ15区ヴェロドローム競技場、ドランシー収容所(1944年9月15日に憲兵隊が到着するまでレジスタンスによって管理されていた)、ティノ・ロッシ、ピエール・ブノワ、アルレッティ、実業家ルイ・ルノーらが収容されていたフレンヌ刑務所などがあった。1944年10月4日の条例は、戦争が終わるまで危険な囚人を拘禁することを認めている。
1944年10月31日、内務大臣アドリアン・ティシエは強制収容所と自宅軟禁を管理する委員会を設置した。赤十字はそのキャンプへの訪問を許可された。ティシエは1945年8月30日、戦争はまだ公式には終結していないが、スパイ行為や大規模な闇市場への関与の場合を除いて、さらなる勾留は禁止されると述べた。1946年5月10日法は終戦の法定期日を定め、1946年5月末にすべての収容所を閉鎖した。

## 裁判
最初に追放を試みた高官はチュニジアのフランス駐在武官ジャン＝ピエール・エステバ将軍だった。チュニジアを離れる直前の1943年5月、彼が自由フランスを支援したことを裁判所が認めたため、死刑を免れ、1945年3月15日に終身禁固刑の判決を受けた。病気の状態で、エステバは1950年8月11日に赦免され、数ヵ月後に死亡した。

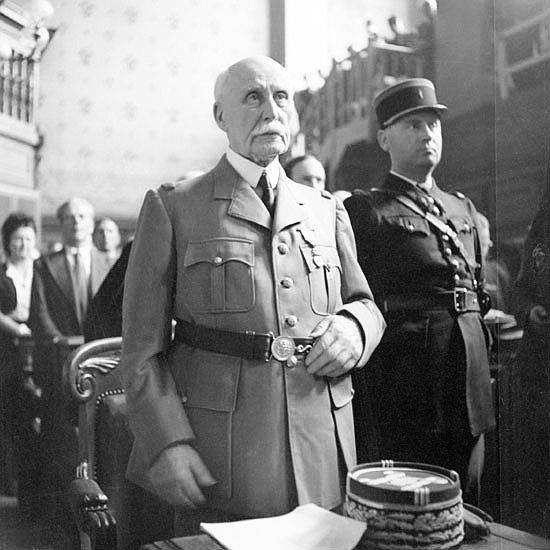
法廷でのペタン

ペタンの裁判は1945年7月23日に始まったが、ペタンの弁護人であるジャック・イソルニは、検事のアンドレ・モルネがヴィシー政権下でペタンが組織した裁判も担当していたと指摘した。89歳の元帥は8月15日に死刑判決を受けたが、終身刑に減刑された。彼はさらに6年生き、ユー島に追放された。
1940年7月から12月、1942年4月から1944年8月にかけて、ラヴァル元仏首相はスペインに逃亡していた。フランコ政権はラヴァルを米国の占領地域の一部であるオーストリアのインスブルックに送り返した。ラヴァルはフランス当局に引き渡され、1945年10月に裁判が始まり、あからさまに敵意をあらわにした陪審によって1945年10月9日に死刑判決を受け、一週間後に処刑された。
1949年7月1日までに、高等裁判所は元大臣に対して106の判決、108の判決を下した。